# 花野うさぎ
花野 うさぎ（はなの うさぎ）は日本の女性声優。主にアダルトゲームに声をあてている。

## 出演作品
太字は主役・メインキャラクター

### ゲーム

#### 2006年
- レイナナ（根良有美）

#### 2007年
- Scramble Heart（河崎 菜月）
- 聖炎天使エレアノール -Blaze Angel Eleanor-（タマ・シグレット[1]）

#### 2008年
- 5 -ファイブ-（萩原 千歳）

#### 2009年
- 魔王と踊れ! II change of the world（フィーネ、アルミィ）

#### 2011年
- 今日、僕の彼女が最低の下衆野郎に汚されます。（三澤 夏目[2]）

#### 2012年
- 夏色あさがおレジデンス（笹岡キキ[3]）
- 牝アイドル ～デビューした彼女が、男たちに密着マークされている件～（葉柳 なたね）

#### 2013年
- 3人いる! 〜Happy Wedding in Livingroom〜（中瀬凪砂）
- LOあんぐる!!（光野 繪里[4]）